# 喬治亞河流列表
喬治亞河流列表，列舉全部或部分在喬治亞境內的河流，並依照流域排列。支流則由河口至源頭排序。

## 注入黑海
- 喬魯赫河，跨國河流，上游位於土耳其境內。
- 里奧尼河
  - 克維里拉河
- 霍比河
- 因古里河
- 科多里河
- 普索河，跨國河流，為喬治亞與俄羅斯界河。

### 注入裏海
- 捷列克河：跨國河流，下游位於俄羅斯境內。
  - 孫扎河
    - 阿爾貢河：跨國河流，下游位於俄羅斯境內。
- 庫拉河：跨國河流，上游位於土耳其境內，下游位於亞塞拜然境內。
  - 阿拉扎尼河：跨國河流，下游為喬治亞與亞塞拜然界河。
  - 約里河：跨國河流，下游位於亞塞拜然境內。
  - 赫拉米河：跨國河流，下游位於亞塞拜然境內。
  - 阿拉格維河